# Tempio Pausania
Tempio Pausania o Tempiu (topónimo cooficial en idioma gallurés) es un municipio de 15.000 habitantes al norte de Cerdeña (Italia), en la región de Gallura. Anteriormente fue una ciudad romana llamada Tempio.
De 2005 a 2016, fue capital administrativa (junto a Olbia) de la provincia de Olbia-Tempio.
Centro administrativo y cultural de la subregión de Gallura, Tempio tiene una historia antigua y es el centro de una de las dos principales áreas que se mantuvieron a salvo de la colonización fenicia. La arquitectura típica de piedra-granito del centro histórico presenta muchas similitudes con los pueblos del sur de Córcega.
Tempio Pausania tiene buenas conexiones con carretera con Sassari (SS 672), Olbia (SS127) y Palau (SS133). Dispone de una estación de trenes.

## Evolución demográfica
| Gráfica de evolución demográfica de Tempio Pausania entre 1861 y 2001 |
|                                                                       |
| Fuente ISTAT - elaboración gráfica de Wikipedia                       |